# Константин X Дука
Константин X Дука (грч. Κωνσταντίνος Ι΄ Δούκας; 1006—мај 1067) је био византијски цар од 1059. до 1067. године.

## Власт
Константин Дука је био син Андроника Дуке, пафлагонијског племића и гувернера теме Мезије. Константин је постао утицајан након друге женидбе за Евдокију Макремболитису, нећаку патријарха Михајла Керуларија. Подржао је 1057. Исака I Комнина, али постепено је стао на страну дворске бирократије против царевих реформи. Иако је представљао прећутну опозицију одабран је као наследник престола у новембру 1059. године. За то је заслужан Михајло Псел. Исак I Комнин је абдицирао 24. новембра 1059, па је Константин тада постао цар.
Нови цар је одмах поставио два своја сина на високе положаје, а брата је поставио као цезара. Почео је спроводити политику, која је била повољна по дворску бирократију и цркву. Међутим јако је смањио финансијску подршку и тренинг за војску. Константин Дука је на тај начин ослабио одбрану Византије у кључно време када су се према Византији са истока приближавали Турци Селџуци и њихови туркомански савезници. Константин је постао јако непопуларан код присталица Исака унутар војне аристократије. Они су покушали да га убију 1061. године. Када је коначно схватио да треба платити војску, повећао је порезе, па је постао јако непопуларан и код становништва.
Константин Дука је изгубио већину јужне Италије, која је била под Византијом. Нормани под Робертом Гвискаром су отели већину јужне Италије, сем територије око Барија. Покушао је да задржи Апулију и поставио је задња 4 капетана Италије.
У доба његове власти Алп Арслан је 1064. извршио инвазију Мале Азије, а Узес је извршио инвазију Балкана 1065. године. Када је дошао на власт био је већ стар и лошег здравља, па је умро 22. маја 1067. године. Наследили су га млађи синови под регентством мајке Евдокије Макремболитисе.

## Породица
Са првом супругом није имао деце. Са другом супругом Евдокијом Макремболитисом имао је следећу децу
- Михајло VII Парапинак, који је наследио оца и постао цар
- Андроник Дука, сувладар (1068—1078)
- Константин Дука, сувладар до 1078, умро 1081.
- Ана Дукина, монахиња
- Теодора Дукина, удала се за млетачког дужда Доменика Селва
- Зоја Дукина, удала се за Адријана Комнина, брата цара Алексија I Комнина